# الحرس الوطني (البحرين)
الحرس الوطني البحريني هو قوة عسكرية نظامية بحرينية مسلحة مستقلة ، تأسس الحرس الوطني في عهد الشيخ عيسى بن سلمان آل خليفة أمير دولة البحرين أنذاك في 7 يناير 1997 وفقاً للأمر الأميري رقم 1 لسنة 1997 بأنشاء وتشكيل الحرس الوطني، ويعتبر الحرس الوطني البحريني عمقاً عسكرياً لقوة دفاع البحرين ودرعاً امنياً لقوات الأمن العام بوزارة الداخلية في الدفاع عن مملكة البحرين وحمايتها والمحافظة على أمنها وسلامة أراضيها. رئيس الحرس الوطني حالياً هو سمو الفريق أول الركن الشيخ محمد بن عيسى آل خليفة منذ 7 يناير 1997. 
يتكون الحرس الوطني البحريني من 3800 ضابط وجندي موزعين على عدة كتائب منها الضفادع البشرية، قوات المهمات الخاصة، سلاح المشاة سلاح المدرعات ومكافحة الشغب.   

## رئاسة الحرس الوطني
وفقاً لقانون الحرس الوطني الصادر وفقاً للمرسوم بقانون رقم 20 لسنة 2000 فأن الملك هو القائد الأعلى للحرس الوطني.
ويعين الملك رئيس الحرس الوطني ويعفيه من منصبه بأمر ملكي ويتولى رئيس الحرس الوطني قيادة وإدارة الحرس الوطني ويرتبط رئيس الحرس الوطني بالقائد الأعلى (الملك) مباشرة.

### قائمة رؤساء الحرس الوطني
| الاسم                       | فترة تولي المنصب | فترة تولي المنصب |
| --------------------------- | ---------------- | ---------------- |
| الشيخ محمد بن عيسى آل خليفة | 7 يناير 1997     | حتى الأن         |

## أهم إنجآزآته
- تأمين وزارة الإعلام البحرينية.
- تأمين ميناء خليفة البحريني.
- المشاركة في حظر التجول عام 2011
- تأمين واغلاق تقاطع الفاروق.
- تأمين مجمع السلمانية الطبي 2011.
- تأمين وحماية وزارة الداخلية البحرينية في عملية الإخلاء الثانية لدوار مجلس التعاون لدول الخليج العربي عام 2011.
- تأمين سجني جو والحد عام 2011.
- حماية المناطق الحيوية في سترة.
- حماية مطار البحرين الدولي.
- حراسة المناطق البرية الجنوبية في البحرين.
- حفظ الأمن والمنشآت الحساسة والحيوية في البحرين
- مساندة قوات الأمن العام ومختلف الأجهزة الأمنية البحرينية في حفظ الأمن والاستقرار
- مساندة قوات الجيش البحريني لصد التهديدات الخارجية عن البحرين
- التدخل في حالات الطوارئ والأزمات

## وصلات خارجية
- رجال الحرس الوطني البواسل في البحرين على يوتيوب
- الذكرى السنوية لتأسيس الحرس الوطني البحرين على يوتيوب
- الحرس الوطني البحرين Bahrain National Guard على يوتيوب